# Consonne occlusive linguo-labiale sourde
La consonne occlusive linguo-labiale sourde est un son consonantique fréquent dans de plusieurs langues. Le symbole dans l'alphabet phonétique international est [t̼] ou [p̺].

## Caractéristiques
Voici les caractéristiques de la consonne occlusive linguo-labiale sourde :
- Son mode d'articulation est occlusif, ce qui signifie qu'elle est produite en obstruant l’air du chenal vocal (son explosif).
- Son point d’articulation est linguo-labial, ce qui signifie qu'elle est articulée avec la langue et les lèvres.
- Sa phonation est sourde, ce qui signifie qu'elle est produite sans la vibration des cordes vocales.
- C'est une consonne orale, ce qui signifie que l'air ne s’échappe que par la bouche.
- C'est une consonne centrale, ce qui signifie qu’elle est produite en laissant l'air passer au-dessus du milieu de la langue, plutôt que par les côtés.
- Son mécanisme de courant d'air est égressif pulmonaire, ce qui signifie qu'elle est articulée en poussant l'air par les poumons et à travers le chenal vocatoire, plutôt que par la glotte ou la bouche.

## Langues
| Langue | Exemple    | Prononciation | Sens     | Notes |
| ------ | ---------- | ------------- | -------- | --- |
| araki  | mo haip̈ir̄u | [mo hait̼iru]  | sept     | |
| mavea  | ape        | [ap‌̼e]         | où       | Uniquement 6 % des locuteurs mavea utilisent les linguo-labiales, la consonne est remplacée par [p] chez les autres locuteurs. |
| tangoa | p̈ep̈e       | [t̼et̼e]        | papillon | |
| tangoa | pangepange | [t̼aɲet̼aɲe]    | enfant   | |